# Borolia rufidefinita
Borolia rufidefinita är en fjärilsart som beskrevs av George Francis Hampson 1918. Borolia rufidefinita ingår i släktet Borolia och familjen nattflyn. Inga underarter finns listade i Catalogue of Life.